# Ouratea apurensis
Ouratea apurensis är en tvåhjärtbladig växtart som beskrevs av C. Sastre. Ouratea apurensis ingår i släktet Ouratea och familjen Ochnaceae. Inga underarter finns listade i Catalogue of Life.